# Red Skull
Red Skull är en superskurk i Marvel Comics och ärkefiende till superhjälten Captain America.
Det har dykt upp tre figurer som tagit sig identiteten som "Red Skull". De två första Red Skulls var nazister som jobbade för Nazityskland. Den tredje var dock en kommunist som tjänstgjorde för Sovjetunionen. John Maxon, den förste Red Skull, dök upp för första gången 1941 i den första serietidningen med Captain America. Figuren skapades av Joe Simon, Jack Kirby och France Herron.
Red Skull blev rankad som nummer 21 i Wizard Magazines lista över de 100 mest populära skurkarna någonsin. Han var även med som nummer 14 i IGNs lista över de populäraste serietidningsskurkarna någonsin.

## Bakgrund

### George Maxon
Kronologiskt, efter publiceringsdatum, var George John Maxon den förste Red Skull som dök upp i 1940-talsserierna. Han var en amerikansk affärsman och nazistisk agent som ledde en grupp spioner och sabotörer. Han mötte Captain America under två av dennes första uppdrag. Som en formidabel motståndare förmodades Maxon dock ha blivit dödad under det senaste mötet, med dök upp igen för ett sista möte med Captain America i Silver Age. Maxon avslöjades senare vara en agent till Johann Schmidt, den riktige Red Skull.

### Johann Schmidt, den riktige Red Skull
Johann Schmidt föddes i en by i Tyskland till Hermann och Martha Schmidt. Hans mor dog under hans födelse och hans far beskyllde Johann för hennes död. Johanns far försökte dränka barnet, med stoppades av den behandlande läkaren. Han begick senare självmord, vilket gjorde Johann föräldralös. Läkaren tog Johann till ett barnhem, där barnet hade en ensam tillvaro. Johann rymde från barnhemmet när han var sju år gammal och bodde på gatan som en tiggare och tjuv. När han blev äldre hade han olika enkla jobb, men tillbringade större delen av sin tid i fängelse för brott som sträcker sig från lösdriveri till stöld.
Som en ung man var Schmidt vid ett tillfälle anställd hos en judisk handelsman, vars dotter, Ester, var den enda person som dittills hade behandlat Schmidt väl. Då han greps av passion för Esther försökte Schmidt tvinga sig på henne, men avvisades av henne. I tanklöst raseri mördade Schmidt henne. Schmidt flydde från scenen i skräck, men kände även extatisk glädje i att begå sitt första mord. Genom att döda Esther hade han gett utlopp för den ilska mot världen som hade byggts upp inom honom under hela hans unga liv. I verkligheten, som hade skildrats i Red Skull, så hade han försvarat Esther från angripare och hade våldsamt avvisat henne efter hennes fars påföljande död och påstod sig enbart ha mördat henne för att uppröra Captain America, som då var i hans våld.
Enligt den officiella versionen av berättelsen om Red Skull och nazisterna, träffade Schmidt Hitler medan han arbetade som piccolo på ett stort hotell. Detta skedde under hans sena tonår, ungefär samtidigt som nazistpartiet kom till makten i Tyskland. Schmidt kom då att tjänstgöra hos Adolf Hitler själv i sitt jobb. Av en slump var Schmidt närvarande genom att komma med förfriskningar när Führern ursinnigt grälade på en officer som låtit en fånge fly, då Hitler sade att han kunde skapa en bättre nationalsocialist av piccolon. Då han tittade närmare på den unge och kände av hans mörka inre natur bestämde sig Hitler för att anta utmaningen och rekryterade Schmidt. I serien avslöjades det att Schmidt hade konstruerat sitt möte med Führern med sig själv förklädd som piccolo för att lura sin kollega, Dieter, att försöka döda Hitler så att Schmidt sedan kunde ta detta tillfälle i akt att rädda Hitlers liv.
I missnöjet med sina instruktörer, då hans underordnade tränade upp Schmidt, tog Hitler över personligen och utbildade Schmidt som hans högra hand. Efter avslutningen gav Hitler Schmidt en unik uniform med en grotesk rödskallig mask, och han framstod som Red Skull (i bokstavlig tyska: Roter Totenkopf eller Roter (Toten-) Schädel) för första gången. Hans roll var förverkligandet av nazistiska hotelser, samtidigt som Hitler kunde förbli populär ledare i Tyskland. För detta ändamål var Red Skull chef för nazisternas terroristaktiviteter med en extra stor roll i externt spionage och sabotage. Han lyckades utlösa stor förödelse över hela Europa i början av andra världskriget. Propagandaeffekten var så stor att USA:s regering beslöt sig för att motverka detta genom att skapa en egen likvärdig genom att använda en mottagare från det förlorade Project Rebirth, Steve Rogers, som Captain America.
I Europa under kriget tog Skull personligt befäl över många militära aktioner och övervakade personligen erövringar och plundringar av många städer. I olika fall beordrade och övervakade han utrotning av hela befolkningen i dessa samhällen. Red Skull organiserade också en grupp ubåtar, som anföll andra skepp under sjöfarten i hela världen, ofta under Skulls personliga kommando.
Hitler var först mycket stolt över sin skyddslings framgångar och lät Skull få något han ville ha. Hitler finansierade därmed byggandet av hemliga baser för Skull på olika platser runt om i världen. Många av dessa var utrustade med mycket avancerade, experimentella vapen och utrustning som utvecklats av nazistiska forskare. Skull var särskilt intresserad av att skaffa tekniska vapen som kunde användas till att omstörtande och krigföring. Under kriget stal han planer till "nullatron", en apparat som kunde kontrollera de mänskliga sinnena. Den var anpassad till en rymdskevhetlig enhet som utvecklats av Cyborgvetenskapsmannen med kodnamnet Brain Drain, och bemyndigat nazistiska forskare att utveckla en projektor som kunde omringa och avbryta delar av städer inom energiska områden.
Men medan Skull alltid beundrat Hitler för hans ideologiska vision var han aldrig nöjd med att vara Hitlers underordnad. Skull kidnappade och dödade många av Hitlers närmaste rådgivare och så småningom kom han att bli den näst mäktigaste mannen i Tredje riket. Hitler kunde inte längre effektivt styra Skull och kom att frukta honom, särskilt eftersom Skull inte gjorde hemlighet av sin ambition att ersätta Hitler en dag.
Efter att den berömda officeren, Baron Wolfgang von Strucker, hade en konflikt med Hitler skickade Red Skull Strucker till Japan för att grunda en organisation som skulle bereda vägen för erövring i öster under Skulls ledning. Där gick Strucker med i en subversiv organisation som kom att kallas HYDRA. Han bröt dock sina band med Skull, blev chef för HYDRA och byggde den till ett stort hot mot världsfreden.
Under andra världskrigets pågående gav Hitler ett löfte att om han inte kunde erövra världen skulle han förstöra den. För att uppnå detta mål föreslog Skull byggandet av fem gigantiska krigsmaskiner, kallade Sleepers, som skulle döljas på olika platser medan de genererades och lagrade den makt de skulle behöva. De skulle sedan avlösas vid ett senare tillfälle, "der Tag "(" Dagen "), för att förstöra jorden om De allierade segrade. Hitler lät Skull bygga Sleepers, ovetande om att Skull hade för avsikt att använda dem för att erövra världen själv om Hitlers Tredje rike föll. Under de sista dagarna av kriget i Europa fick De allierade rapporter om en nazistisk domedagsplan med kodnamnet "Der Tag" som ska genomföras efter Hitlers nederlag. De allierade hade dock ingen aning om vad planen innebar.
Captain America och hans partner James Barnes, även kallad Bucky, bekämpade och hindrade Skull och hans planer ett flertal gånger under kriget, både på egen hand och som medlemmar av Invaders. När de fångades av honom placerades Captain America under nazisternas kontroll av en drog och beordrades att mörda en högt uppsatt officer. Men tack vare Bucky bröt han sig fri. Under de sista dagarna av Andra världskriget i Europa hänfördes Captain America och Bucky till England för att förhindra hänsynslösa, nazistiska styrkor som skulle sabotera De allierades förmedlingsbaser där. Red Skull skickade ett antal av sina underordnade, som blev kända som Exiles, och en stor grupp lojala tyska soldater och deras fruar till en hemlig öbas ("Exile Island"), där de skulle organisera en armé för användning i framtiden.
De två motståndarna kolliderade snart för första gången. Skull hjärntvättade sedan tillfälligt tre av angriparna till att tjäna honom. Red Skull och Captain America fortsatte att engagera sig i en serie av skärmytslingar under hela kriget. Vid ett tillfälle fångade Skull Captain America och berättade om sitt ursprung. Han placerade Captain America under hans kontroll och försökte använda honom till att döda en högt uppsatt officer, men med Buckys hjälp befriades Captain America. Nu när det tyska nederlaget höll på att bli verklighet var Red Skull mer beslutsam än någonsin att få hämnd för sina talrika personliga nederlag av Captain Amerika och Bucky. Skull överlät Baron Zemo att gå till England för att, under beskydd, stjäla en experimentell alliansskriven plan för att fånga eller döda Captain America och Bucky. Skull var dock omedveten om att De allierade i hemlighet hade skickat Captain America till det belägrade Berlin för att undersöka "Der Tag".
Slutligen spårade Captain America Skull till hans dolda bunker. Skull var på väg att kasta en handgranat mot sin fiende när Captain America kastade sin sköld på honom. Granaten detonerades, men Skull dödades inte tack vare sin kroppsrustning. Han blev dock allvarligt skadad och delvis begravd i spillror. I tron att han var döende berättade Skull trotsigt för Captain America att Sleepers skulle hämnas nazisternas nederlag. Plötsligt började en allierad attack mot Berlin. Ett plan släppte ner en stor blockbusterbomb på bunkern, vilket orsakade ett ras som Captain America nätt och jämnt hann undan. Captain America plockades upp av De allierade och återvände till England, där han föll för Zemos fälla, vilket ledde till Captain America hamnade i en skendöd i flera årtionden. Stödjande pelare som genomkorsats över Red Skull när bunkern förstördes räddade honom från att krossas när bomben träffade den. Bunkerns sönderfall utlöste en experimentell gas från behållare som även satte Skull i en skendöd, under vilken hans sår långsamt läkt.

### Albert Malik
I och med Schmidts försvinnande efter 1945 var Skulls rykte fortfarande formidabelt nog att visa sig användbart. År 1953 satte en sovjetisk, rysk KGB-agent med namnet Albert Malik upp sin kriminella spionorganisation i Algeriet och tog identiteten som Red Skull. Han låtsades vara den ursprunglige Skull, men tjänade sovjetiska intressen. Under 1950-talet mötte han den då aktiva versionen av Captain America, som också låtsades vara originalet genom att använda identiteten som Steve Rogers. De två imitatörerna slogs mot varandra under hela decenniet. Medan Captain America och Bucky (Jack Monroe) var skendöda påverkade den bristfälliga kopian av supersoldatformeln deras sinnen allvarligt medan Malik fortsatte sin verksamhet. Med tiden avslog han sina band till Sovjetunionen. Bland andra ökända gärningar var han ansvarig för Richard Parkers och Mary Fitzpatrick-Parkers död, som var Peter Parkers föräldrar, som tipsades av superskurken Gustav "The gentleman" Fiers.
Johann Schmidts arv fortsatte att orsaka problem under åren av hans frånvaro. Detta kom främst med Sleepers, som aktiverades av hans agenter som planerat. Captain America lyckades dock med att neutralisera alla maskiner.

## Krafter och förmågor
Trots att Red Skull inte besitter några övermänskliga förmågor äger han ett intellekt och är ett uppfinningsrikt geni på graden av superskurkar som Doktor Doom. Han är även en mycket begåvad subversiv strateg och politiskt verksam. Vid ett tillfälle hade Red Skull besatt sitt sinne i en klonad kropp av Captain America och hade därmed den mutagena styrkan som inducerades av supersoldatformeln. Han var därmed försedd med en kropp som var i perfekt kondition, styrka, snabbhet, hållbarhet, smidighet, fingerfärdighet, reflexer, koordination, balans och fysisk uthållighet som överträffar det som varje OS-deltagare någonsin har genomfört. Trots den ärrvävnad som täcker hans ansikte och huvud är hans sinnen fortfarande över genomsnittet. Han har visat sig vara en fantastisk stridskonstnär. Han var ursprungligen tränad av tyska idrottare, utsedda av Hitler, och är utbildad till en skicklig skytt med olika former av handeldvapen, och väl insatt i användningen av skjutvapen och sprängämnen. Red Skull brukar beskrivas som en av Marvels mest genuina skrämmande stora skurkar.
Medan han delade Alexander Lukins kropp förlorade han sina övermänskliga förmågor. Sedan dess är han bosatt i en av androidkropparna konstruerade av Arnim Zola, med förbättrad uthållighet och motståndskraft.
Han är vanligtvis beväpnad med en falsk cigarett som kan utsöndra dödlig giftgas, hans varumärke "Dust of Death", mot sina offer. "Dust of Death" är ett rött pulver som dödar ett offer inom några sekunder efter hudkontakt. Pulvret gör att huden på offrets huvud krymper, drar på sig en röd missfärgning, samtidigt som det gör så att håret faller av. Det får därmed offrets huvud att likna en röd skalle. Red Skull bär också ett stort förråd av konventionella och avancerade skjutvapen och sprängämnen.

## I andra medier

### Animering
- Red Skull gör ett flertal framträdanden i Captain Americas segment av den tecknade TV-serien The Marvel Super Heroes under 1960-talet med Paul Kligman som engelsk röst.
- Red Skull dyker upp i 1981 års TV-serie av Spindelmannen i avsnittet "The Capture of Captain America" med Peter Cullen som engelsk röst.
- Red Skull dyker upp i Spider-Man and His Amazing Friends i avsnittet "Quest of the Red Skull".
- Red Skull dyker upp i en tillbakablick i avsnittet "Old Soldiers" i den tecknade TV-serien X-Men med Cedric Smith som engelsk röst.
- Red Skull dyker upp i 1994 års TV-serie av Spindelmannen, där han först syns till i en cameo i avsnittet "The Cat". Han dyker senare upp i kapitlet "Six Forgotten Warriors", där det avslöjas att han och Captain America fångades i en tidsström då de slogs. Femtio år senare blir Red Skull frisläppt av sin son Rheinholt Schmidt och sin styvson Chameleon. En av vetenskapsmännen som hålls gisslan befriar även Captain America. Red Skull dyker även upp i kapitlet "Secret Wars". Hans engelska röst framfördes av Earl Boen och på svenska av Johan Wahlström.
- Red Skull dyker upp i avsnittet "Wrath of the Red Skull" i TV-serien The Super Hero Squad Show. Han dyker även upp i "World War Witch", med engelsk röst av Mark Hamill.
- Han medverkar även i The Avengers: Earth's Mightiest Heroes i avsnittet "Meet Captain America" med Steven Blum som engelsk röst. I det här programmet framställs han som en supersoldat i HYDRA.

### Film
- I lågbudgetfilmen Captain America från 1990 spelades Red Skull av Scott Paulin. I denna version är han framställd som en italiensk fascist. Som barn blev han kidnappad av den italienska arméns trupper för sina experiment. Hans familj mördas omedelbart efteråt. Genom att samarbeta med tyska vetenskapsmän lyckas de skapa sin första "übermensch" (övermänniska.)
- Red Skull är huvudskurken i filmen Captain America: The First Avenger, spelad av Hugo Weaving. Red Skull är ledare för den nazistiska divisionen HYDRA. I filmen tar Johann Schmidt emot en prototyp av Abrahams Erskines supersoldatserum som ger honom krafter som liknar Captain Americas. Det gav honom dock ett missbildat ansikte och förvandlade honom till Red Skull.

### TV-spel
- Red Skull är den sista bossen i arkadspelet Captain America and the Avengers.
- Red Skull medverkar i ett TV-spel som är baserat på filmen från 2011.
- Red Skull dyker upp i Playstation 3– och Xbox 360-versionerna av Marvel Super Hero Squad: The Infinity Gauntlet, där hans röst framställs av Mark Hamill.